# Berekvam Station
Berekvam Station (Berekvam stasjon) er en jernbanestation på Flåmsbanen i Norge. Der er to spor på stationen men kun perron ved det ene, så når to tog krydser hinanden på stationen, er det kun tilladt at stå af og på det tog, der holder ved perronen.
Stationen åbnede for godtrafik 1. august 1940 og for persontrafik 10. februar 1941. Stationsbygningen blev opført efter tegninger af Bjarne Friis Baastad ved NSB Arkitektkontor i 1939.
I 2012 var stationen blandt en række i det vestlige Norge, der var genstand for en nærmere undersøgelse af Jernbaneverket. De bemærkede at der var meget få fastboende i området ved stationen, men at den benyttedes af en del turister, der for eksempel tog toget dertil fra Flåm eller Myrdal for så at gå ned gennem Flåmsdalen til Flåm. Det samlede passagergrundlag var dog ikke særlig stort, men passagertallet skønnedes dog at være stigende. Hvis det fortsatte skulle der gøres noget ved problemet med, at der kun kan stiges af og på ved det ene spor. Umiddelbart var Jernbaneverkets konklusion dog, at stationen fortsat skulle opretholdes.